# Olek Krupa
Olek Krupa (født 18. marts 1947 i Rybnik i Polen) er en polsk skuespiller, bedst kendt for at spille skurke og forbrydere, som i Blue Streak og i Alene hjemme 3. Han portrætterede en serbisk general involveret i folkedrab mod bosniske muslimer og kroatiske katolikker i actionfilmen Behind Enemy Lines fra 2001. Han optræder også i mange Law & Order-episoder.